# Operacja Biting
Operacja Biting, znana również jako rajd na Bruneval – tajna akcja brytyjskiego Dowództwa Operacji Połączonych przeciw radarowi niemieckiemu we francuskiej miejscowości Bruneval nad kanałem La Manche, przeprowadzona nocą z 27 na 28 lutego 1942 roku podczas II wojny światowej.
Pewną liczbę takich instalacji wykrył zwiad lotniczy RAF-u w 1941 roku. Ich przeznaczenie nie było znane, jakkolwiek niektórzy naukowcy brytyjscy uważali, że instalacje te mają coś wspólnego z ciężkimi stratami ponoszonymi przez bombowce RAF-u dokonujące nalotów na cele w okupowanej Europie. Naukowcy ci zażądali, aby dokonać rajdu na jedną ze stacji tego radaru (nazwanego radarem würzburskim) i zdemontować najważniejsze jego części, które mogłyby zostać sprowadzone do Wielkiej Brytanii i dokładnie zbadane. Na cel ataku wybrano stację radarową w pobliżu miejscowości Bruneval na wybrzeżu Normandii. W związku z tym, że Niemcy wznieśli silne umocnienia nadbrzeżne, uznano, iż desant od strony morza przyniesie wielkie straty atakującym i da obrońcom wystarczająco dużo czasu na zniszczenie instalacji. Podjęto więc decyzję, że będzie to desant spadochronowy, a jedynie ewakuacja odbędzie się drogą morską. W ten sposób można byłoby zaskoczyć Niemców i przejąć urządzenia nietknięte, a jednocześnie zminimalizować ewentualne straty własne.
Tuż przed północą 27 lutego (co poprzedzone było intensywnymi ćwiczeniami i kilkakrotnym przekładaniem terminu ze względu na pogodę) niewielki oddział spadochroniarzy dowodzonych przez majora Johna Frosta wylądował we Francji, kilka kilometrów od celu ataku. Po dotarciu do willi, na której terenie znajdował się radar, zabili oni kilku członków garnizonu niemieckiego, a następnie dostali się do stacji. Najważniejsze elementy radaru wymontował technik towarzyszący oddziałowi. Po wykonaniu zadania Brytyjczycy skierowali się ku plaży. Tam doszło do wymiany ognia z Niemcami, jednak grupie Frosta udało się dostać na pokłady kilku ścigaczy artyleryjskich, które zabrały ich do Wielkiej Brytanii. Rajd zakończył się sukcesem: straty poniesione w czasie operacji były niewielkie, a przywiezione części radaru – wraz z wziętym do niewoli Niemcem obsługującym urządzenie – pozwoliły Brytyjczykom poznać niemieckie postępy w rozwoju techniki radarowej i podjąć odpowiednie kroki dla neutralizacji działań niemieckich urządzeń.

## Tło

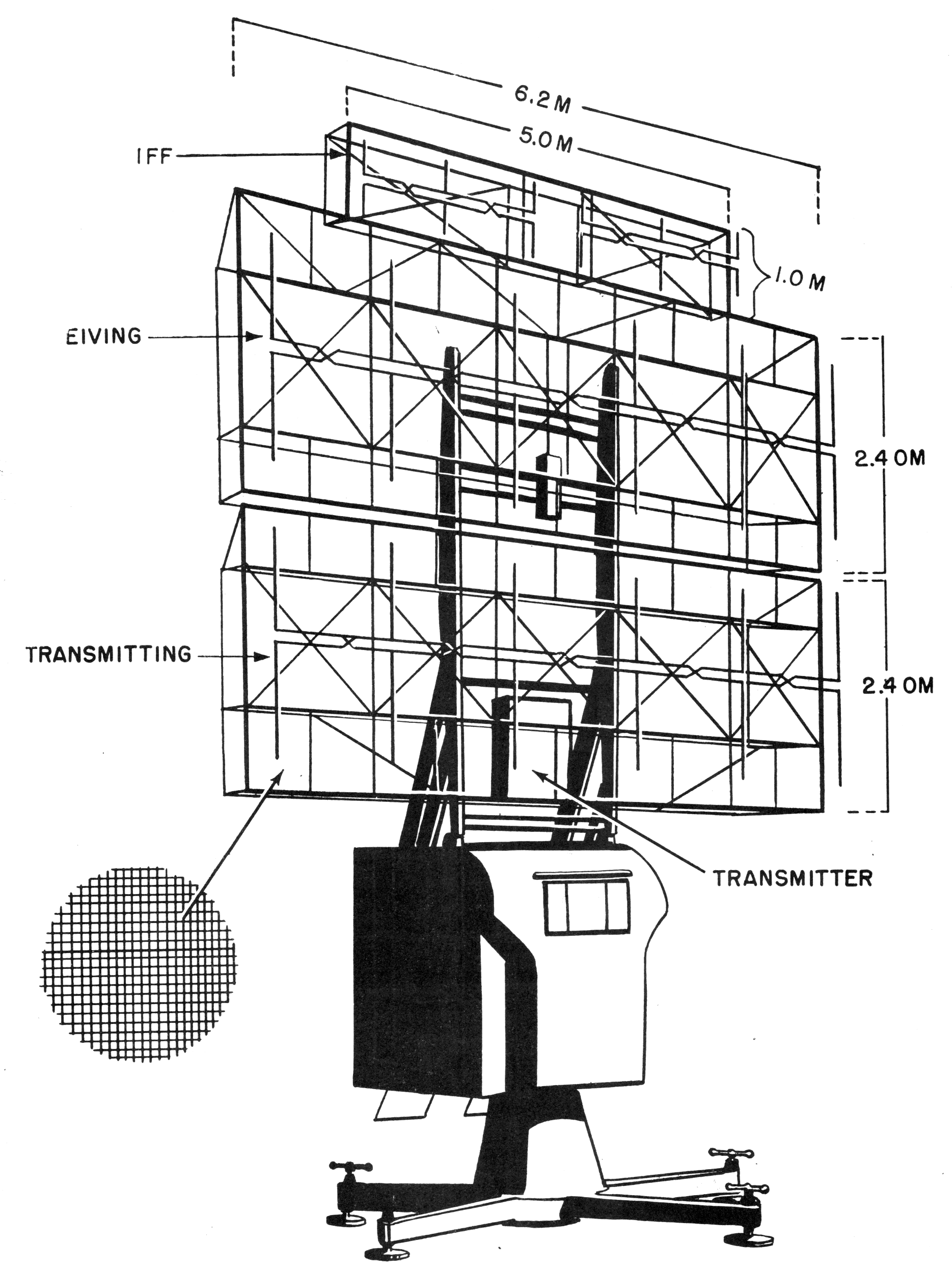
Niemiecki radar typu Freya

Po zakończeniu kampanii francuskiej i ewakuacji wojsk brytyjskich z Dunkierki w ramach operacji Dynamo, zainteresowanie Brytyjczyków skierowane zostało na bombardowania strategiczne Niemiec przez RAF Bomber Command. Jednak straty bombowców, które zaczęły znacznie wzrastać w roku 1941, przekonały wywiad brytyjski, że Niemcy dysponują zaawansowaną technologią radarową. Od dziesięciu lat trwał wyścig między brytyjskimi i niemieckimi naukowcami, przy czym Niemcy znajdowali się na tym samym etapie badań, a bywało, że wyprzedzali Brytyjczyków. Do wybuchu II wojny światowej brytyjskie radary osiągnęły względnie wysoki poziom, głównie dzięki pracom Roberta Watsona-Watta, jakkolwiek były to urządzenia trudne w odczycie i skłonne do pomyłek, a także nie działały efektywnie w czasie nocnych nalotów niemieckich w roku 1940. Inny naukowiec brytyjski, Reginald Victor Jones, który w 1939 roku został pierwszym brytyjskim oficerem wywiadu naukowego i spędził pierwszy rok wojny na badaniach stanu zaawansowania Niemców w pracach nad radarem w porównaniu do stanu wiedzy na Wyspach; w rezultacie tych dociekań uznał, że Niemcy mają już radar.
Po przebadaniu pozyskanych przez wywiad niemieckich dokumentów, szczątków rozbitego bombowca Luftwaffe, gdzie znaleziono rodzaj odbiornika i złamaniu kodów Enigmy, jak również po przesłuchaniu mogących posiadać właściwą wiedzę jeńców, Jones doszedł do wniosku, że sygnały radiowe wysokiej częstotliwości, odbierane na Wyspach a nadawane gdzieś na kontynencie, muszą pochodzić z kierunkowej stacji radarowej. W ciągu kilku miesięcy Jones zdołał zidentyfikować kilka takich stacji radarowych, z których jedna miała służyć wykrywaniu brytyjskich bombowców; był to radar systemu Freya. Jones miał wkrótce otrzymać dowody na istnienie systemu Freya, bowiem samoloty zwiadowcze RAF dostarczyły zdjęcia tajemniczych obiektów w pobliżu Hagi – dwa obrotowe okrągłe talerze średnicy około 7 metrów. Teraz Jones i podlegający mu naukowcy mogli podjąć pracę nad przeciwdziałaniem systemowi, a RAF mógł zacząć lokalizować i niszczyć stacje na własną rękę. Jones znalazł dowody na istnienie kolejnego stopnia rozwojowego systemu Freya, który w kodzie Enigmy był określany mianem „radaru Würzburg”, co potwierdziły zdjęcia dostarczone przez RAF w listopadzie 1941 roku. Urządzenie składało się z parabolicznego zwierciadła o średnicy około 3 m, sprzężonego z wykrywającą brytyjskie bombowce Freyą i kierującego w ich kierunku nocne myśliwce. Oba systemy uzupełniały się wzajemnie: Freya była radarem dalekiego zasięgu, lecz pozbawionym precyzji, tymczasem Würzburg miał znacznie mniejszy zasięg, był natomiast znacznie dokładniejszy. Würzburg miał jeszcze i tę przewagę nad Freyą, że był mniejszy i łatwiejszy w konstrukcji, co pozwoliło na jego budowę w ilościach, jakich Luftwaffe potrzebowała dla obrony kraju.

## Przygotowania
W celu zneutralizowania systemu würzburskiego poprzez opracowanie działań zaradczych Jones i jego zespół musieli wejść w posiadanie ważnych komponentów jednej z istniejących stacji. Jedną z nich wykrył samolot zwiadowczy RAF-u podczas lotu nad wybrzeżem francuskim w pobliżu Hawru. Radar znajdował się na wybrzeżu klifowym na północ od wioski Bruneval, około 19 km od Hawru. Był to dla Brytyjczyków najbliższy taki radar; kilka innych instalacji znajdowało się we Francji, ale w głębi lądu, zaś pozostałe (wykryte) znajdowały się w miejscach tak odległych, jak Rumunia i Bułgaria. W tej sytuacji skierowano zapytanie do admirała Louisa Mountbattena, czy Dowództwo Operacji Połączonych może podjąć się zorganizowania rajdu na Bruneval w celu przechwycenia radaru würzburskiego, przewiezienia jego komponentów do Anglii i gruntownego przebadania. Mountbatten przekazał prośbę zespołu Komitetowi Szefów Sztabów, który po krótkiej naradzie wyraził zgodę. Otrzymawszy pozytywną odpowiedź, Mountbatten zaczął bacznie przyglądać się instalacji w Bruneval i doszedł do wniosku, że wobec wzniesienia przez Niemców silnego systemu obrony nadbrzeżnej w okolicach Bruneval desant od strony morza jest niemożliwy. Uznał, że atakujące siły poniosłyby zbyt wielkie straty i straciły zbyt wiele czasu, by zapobiec zniszczeniu radaru przez obrońców. Przekonany, że kluczowymi elementami powodzenia operacji są szybkość i zaskoczenie, przyjął, że jedynym rozwiązaniem będzie desant z powietrza. 8 stycznia 1942 skontaktował się w związku z tym z dowództwami formowanej od niedawna 1 Dywizji Powietrznodesantowej i 38 Skrzydła RAF pytając, czy mogłyby podjąć się przeprowadzenia takiej operacji. Dowódcy obu jednostek wyrazili zgodę; szczególne zainteresowanie wyrażał dowódca spadochroniarzy, zdaniem którego sukces operacji mógłby znacznie podnieść morale żołnierzy i jednocześnie sprawdzić wartość bojową formacji (byłaby to pierwsza jej akcja bojowa).

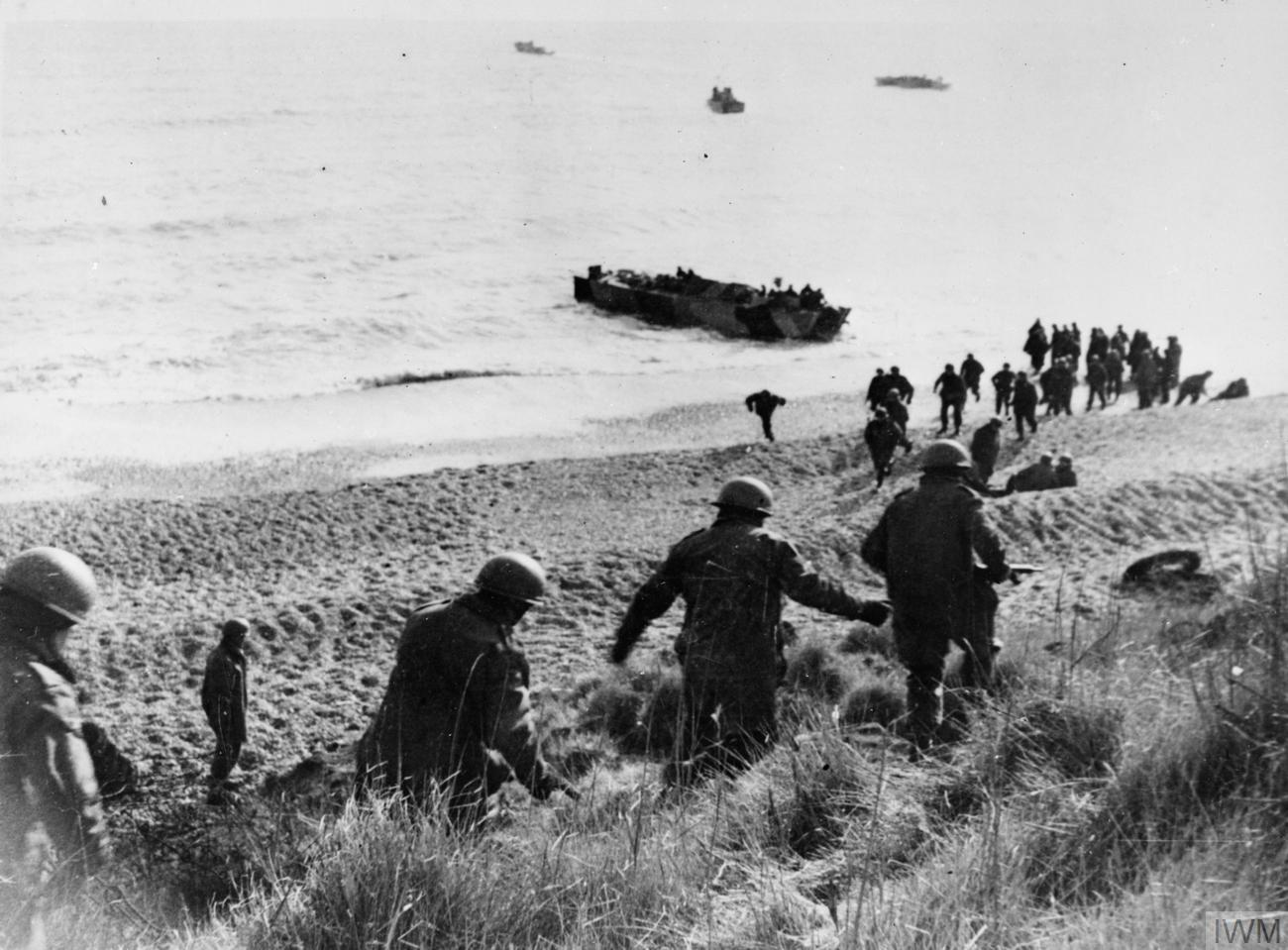
Spadochroniarze schodzą do łodzi; fragment ćwiczeń poprzedzających operację

Dowódcy obu jednostek byli przekonani, że zarówno spadochroniarze jak i lotnicy będą, po przeszkoleniu, gotowi do akcji z końcem lutego 1942, kiedy to warunki meteorologiczne powinny pozwolić na przeprowadzenie operacji. Ćwiczenia zaczęły się niemal natychmiast, ale napotkano pierwsze problemy: 38 Skrzydło było nową formacją, niezdolną do skierowania do akcji jakiegokolwiek doświadczonego dywizjonu. Do wykonania zadania wyznaczono więc ostatecznie 51 Dywizjon RAF pod dowództwem podpułkownika Percy’ego Pickarda, przy czym dowódcą eskadry, która miała wziąć bezpośrednio udział w akcji, mianowano kapitana Normana. Innym problemem był stan przygotowania kompanii wojsk powietrznodesantowych, jaka miała zostać wybrana do wykonania zadania. Nie było to łatwe, bowiem 1 Dywizja Powietrznodesantowa składała się z zaledwie dwóch batalionów, z których tylko jeden – 1. batalion spadochronowy – miał za sobą kompletne przeszkolenie. Dowódca dywizji, generał-major Browning, pragnący by jego 1. batalion był w każdej chwili gotowy do jakiejś nieprzewidywanej akcji, nakazał więc dowódcy 2. batalionu wskazanie jednej z kompanii z jego oddziału. Wybór padł na kompanię „C”, dowodzoną przez majora Johna Frosta. Kompania była jednak świeżo sformowana i ani major Frost, ani żaden z jego ludzi nie ukończyli jeszcze kursu spadochronowego. Plan przygotowywanej operacji okryty był tak głęboką tajemnicą, że podczas pierwszego spotkania z oficerem łącznikowym dowództwa dywizji major Frost został powiadomiony, że jego kompania ma wziąć udział w grze wojennej, która będzie obserwowana przez wysokich przedstawicieli Ministerstwa Wojny. Powiedziano mu również, że kompania będzie podzielona podczas ćwiczeń na cztery osobne pododdziały, co było wbrew planom Frosta. Dopiero na skutek zgłaszanych oficerom sztabu dywizji przez majora obiekcji, został on poinformowany o zamierzonej operacji zbrojnej, co spowodowało, że Frost wyzbył się wątpliwości i z zapałem przystąpił do szkolenia żołnierzy.
Większość ćwiczeń spadochronowych kompania odbywała na Salisbury Plain w Wiltshire, po czym przetransportowano żołnierzy do Inveraray w Szkocji, gdzie na brzegach Loch Fyne, ćwiczyli załadunek na łodzie desantowe, co miało ich przygotować do ewakuacji drogą morską po zakończeniu rajdu. Po zakończeniu tej części ćwiczeń kompania wróciła na poligon w Wiltshire, gdzie zaczęto uczyć się współpracy z lotnikami z 51 Dywizjonu podczas nocnych skoków z samolotów. Zważywszy, że dywizjon nie miał dotąd do czynienia ze zrzucaniem spadochroniarzy, tę część ćwiczeń można było uznać za udaną. By ćwiczenia miały jak najbardziej realny wymiar, na poligonie wzniesiono makiety instalacji radarowej i pobliskich budynków. W tym samym czasie mjr Frost został przedstawiony komandorowi Cookowi z Royal Australian Navy, który miał dowodzić siłami morskimi przeznaczonymi do ewakuacji kompanii po zakończeniu rajdu, jak również grupą 32 komandosów z 12 Commando. Ci ostatni mieli znajdować się na barkach desantowych i osłaniać ogniem ewakuujących się z plaży spadochroniarzy. Frost spotkał się również z sierżantem-pilotem C.W.H Coxem z RAF, który zgłosił się na ochotnika do udziału w akcji; jako ekspert w dziedzinie radiomechaniki miał zlokalizować radar würzburski, sfotografować urządzenie i zdemontować najważniejsze części, celem przetransportowania ich do Wielkiej Brytanii. Cox miał otrzymać na czas trwania akcji mundur wojsk lądowych i takiż numer identyfikacyjny na wypadek wzięcia uczestników rajdu do niewoli; istniała obawa, że Niemcy – zorientowawszy się, że jedynie on jest w mundurze lotniczym – zainteresowaliby się nim szczególnie. Ministerstwo Wojny nie wyraziło na to jednak zgody.
Informacje na temat radaru w Bruneval zdobywano również w trakcie ćwiczeń, głównie z pomocą francuskiego ruchu oporu, bez czego pozyskanie szczegółowych danych o siłach niemieckich strzegących instalacji byłoby niemożliwe. Zwiad przeprowadziła grupa pod wodzą Gilberta Renault, znanego Brytyjczykom jako 'Remy'. Były dwa główne cele ataku: willa położona około 100 metrów od krawędzi klifu, gdzie znajdowały się urządzenia odbiorcze, a także kilka mniejszych budynków, gdzie skoszarowany był niewielki garnizon. Antena würzburskiego aparatu stała na otwartym terenie pomiędzy willą a klifem. Radar obsługiwany był 24 godziny na dobę przez techników łączności, a strzeżony był przez sieć posterunków obsadzanych przez około 30 żołnierzy; w nieco oddalonych budynkach otoczonych pierścieniem drzew skoszarowanych było dalszych stu żołnierzy i łącznościowców. Pluton piechoty stacjonował na północy, w samym Bruneval, a jego zadaniem była osłona plaży, z której miała nastąpić ewakuacja; umocnienia składały się z jednego umocnionego punktu niedaleko plaży, jak również ze stanowisk karabinów maszynowych na krawędzi klifu. Plaża nie była zaminowana i tylko w kilku miejscach znajdowały się zasieki z drutu kolczastego, była natomiast regularnie patrolowana, a w głębi lądu – jak przypuszczano – znajdowały się zmechanizowane odwody, które w ciągu godziny mogłyby dotrzeć na miejsce. Na podstawie tych informacji Frost postanowił podzielić swą kompanię na pięć 40-osobowych grup, z których każda otrzymała nazwę od sławnych admirałów Royal Navy: Nelson, Jelicoe, Hardy, Drake i Rodney. Grupa Nelson miała oczyścić z nieprzyjaciela i zabezpieczyć pozycje nad plażą, podczas gdy grupy Jellicoe, Hardy i Drake miały przechwycić radar i pobliską willę zajmowaną przez łącznościowców z Luftwaffe i ich ochronę; Rodney była grupą rezerwową, która miała zająć stanowiska pomiędzy radarem a kierunkiem, z którego spodziewano się ewentualnej odsieczy. Uznano, że najlepsze warunki do przeprowadzenia rajdu to pełnia księżyca (dobra widoczność) i przypływ (możność podejścia jednostek desantowych jak najbliżej brzegu), co automatycznie zawężało możliwość przeprowadzenia akcji do czterech nocy pomiędzy 24 i 27 lutego. 23 lutego przeprowadzono próbną akcję, która zakończyła się kompletnym fiaskiem mimo idealnych warunków pogodowych i braku rzeczywistego przeciwnika: jedna z łodzi desantowych mających ewakuować spadochroniarzy weszła na mieliznę około 50 metrów od brzegu i została zepchnięta na głębszą wodę wysiłkiem całej kompanii C.

## Rajd kompanii C

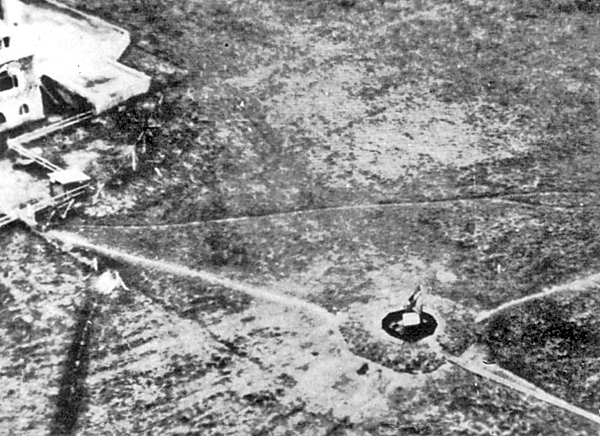
Stanowisko radaru widziane pod innym kątem

Data ataku była kilkakrotnie odkładana ze względu na złą pogodę, aż wreszcie 27 lutego warunki okazały się idealne. Siły nawodne komandora Cooka wyszły w morze po południu, a wieczorem wystartowały transportowe Whitleye 51 Dywizjonu niosące na pokładach spadochroniarzy z kompanii C. Samoloty przebyły Kanał bez niespodzianek i choć nad wybrzeżem napotkały ciężki ogień zaporowy baterii przeciwlotniczych, bez strat dotarły na wyznaczone miejsca zrzutu w pobliżu instalacji radarowej. Lądowanie obyło się bez strat, aczkolwiek część grupy 'Nelson' zrzucona została o 3 kilometry dalej. Gdy poszczególne grupy zebrały się i pozbierały zrzucone w zasobnikach wyposażenie, ruszyły wykonać zadania. Grupy 'Jellicoe', 'Hardy' i 'Drake' nie napotkały nieprzyjaciela i gdy dotarły do willi major Frost rozkazał otworzyć ogień. Jeden żołnierz Wehrmachtu został zabity, gdy zaczął strzelać z okna na piętrze, a dwaj inni zostali wzięci do niewoli. W czasie przesłuchania jeńcy zeznali, że większość garnizonu stacjonuje w głębi lądu. W pobliskich budynkach było jednak sporo żołnierzy nieprzyjaciela, którzy – zaalarmowani strzałami – otworzyli ogień zabijając jednego ze spadochroniarzy. Wymiana ognia stawała się coraz bardziej intensywna, a ponadto zauważono nieprzyjacielskie pojazdy zbliżające się od strony lasu; to bardzo niepokoiło Frosta, szczególnie że jego radiostacja przestała działać, więc stracił łączność z pozostałymi grupami, szczególnie zaś z grupą 'Nelson', której zadaniem było zabezpieczenie plaży. Jedna część planu działała jednak sprawnie: sierż. Cox z kilkoma saperami przybył na czas, rozmontował komponenty radaru i zapakował je na specjalnie skonstruowany w tym celu wózek.
Major Frost, mając już to, co było celem rajdu i będąc pod silnym nieprzyjacielskim ogniem, wydał grupom rozkaz wycofania się na plaże ewakuacyjne. Wkrótce okazało się jednak, że grupa 'Nelson' nie wykonała zadania; niemieckie karabiny maszynowe znad klifu zaczęły ostrzeliwać wycofujących się Brytyjczyków, co przypłacił życiem jeden z podoficerów. W tej sytuacji major Frost kazał grupie 'Rodney' i kilkunastu obecnym z grupy 'Nelson' zlikwidować gniazda karabinów maszynowych, podczas gdy sam, na czele pozostałych grup wrócił do willi, ponownie obsadzonej przez nieprzyjaciela. Po oczyszczeniu willi z Niemców Frost wrócił na plażę, gdzie okazało się, że gniazda karabinów maszynowych zostały zlikwidowane, bowiem dotarła na miejsce ta część grupy 'Nelson', która została zrzucona w niewłaściwym miejscu. Tymczasem, a była już godzina 2.15, jednostki komandora Cooka nie dawały znaku życia. Frost nakazał grupie 'Nelson' bronić podejść do plaży od strony lądu, po czym wystrzelił rakietę sygnalizacyjną, co spowodowało, że siły nawodne wkrótce nadciągnęły. Zgodnie ze wstępnym planem operacji do plaży miały podchodzić dwie łodzie desantowe jednocześnie, ale w czasie ćwiczeń okazało się, że nie daje to zadowalających wyników, w związku z powyższym na plaży wylądowało sześć (tj. wszystkie) jednostek jednocześnie, przy czym komandosi z 12 Commando otwarli natychmiast ogień do Niemców na szczycie klifu. Pośpiech i nagła zmiana planu spowodowały, że niektóre jednostki desantowe opuszczały plażę przeładowane, podczas gdy inne niemal puste. Niezależnie od tego zdemontowane części radaru oraz jeńców niemieckich ewakuowano bez problemów, a niemal cała kompania została zabrana z plaży i dowieziona przez łodzie desantowe do szybkich ścigaczy artyleryjskich, które przetransportowały ją bezpiecznie do brzegów brytyjskich. W drodze powrotnej Frost dowiedział się, że siły komandora Cooka nie odebrały odeń żadnego sygnału radiowego, a większość czasu zajęło im unikanie patrolowych okrętów niemieckich, które omal ich nie wykryły. Droga powrotna do portów brytyjskich odbyła się już bez przeszkód, tym bardziej, że eskorta powiększyła się o 4 niszczyciele i osłonę samolotów myśliwskich Spitfire.

## Rezultaty
Sukces rajdu na Bruneval okazał się brzemienny w skutki. Po pierwsze zakończone powodzeniem uderzenie na niemieckie instalacje na terenach okupowanych bardzo wzmocniło morale brytyjskiej opinii publicznej, a to za sprawą brytyjskich mediów, które omawiały tę sprawę przez kilka tygodni. Premier Winston Churchill interesował się akcją osobiście i 3 marca zwołał posiedzenie gabinetu, podczas którego wysłuchano sprawozdania majora Frosta i kilku innych oficerów biorących udział w akcji. W rezultacie przyznanych zostało uczestnikom kilka odznaczeń.  15 maja 1942 roku specjalny dodatek London Gazette informował o 19 odznaczeniach: Frost otrzymał Military Cross (MC), Cook Distinguished Service Cross (DSC), a Cox Military Medal (MM); ponadto przyznano dwa kolejne DSC i kilka innych odznaczeń. Sukces ten skłonił ponadto Ministerstwo Wojny do rozbudowy istniejących brytyjskich wojsk powietrznodesantowych, poprzez utworzenie specjalnej Battle School w Derbyshire w kwietniu 1942 roku i pułku spadochronowego, a także przekształcenia kilku batalionów piechoty w bataliony powietrznodesantowe w sierpniu 1942 roku.
Kolejnym ważnym rezultatem rajdu była wiedza, jaką zdobyli brytyjscy naukowcy. Przebadanie zdobytych komponentów wykazało, że Niemcy wprowadzili w swym radarze system modularny, który polepszył sprawność obsługi i pozwolił na poprawę błędów wcześniejszych radarów, także brytyjskich. Potwierdziły to przesłuchania wziętego do niewoli niemieckiego łącznościowca. Doprowadziło to także do wniosku, że ostatnio zastosowane przeciwdziałania, znane pod kodową nazwą Window (pocięta w paski folia aluminiowa zrzucana z samolotów), sprawdza się także w odniesieniu do radaru würzburskiego. Skuteczność dipoli odbijających została potwierdzona podczas nalotów na Hamburg w roku 1943, kiedy to bombowce użyły systemu Window, wprowadzając w błąd radary niemieckie.